# Siberia (Diaframma)
| Recensione | Giudizio       |
| ---------- | -------------- |
| Ondarock   | Pietra miliare |

Siberia è il primo album del gruppo musicale italiano Diaframma, pubblicato il 5 dicembre 1984.

## Il disco
È il primo album della band fiorentina e viene tutt'oggi considerato come un punto di riferimento per la scena new wave italiana. La musica risulta fortemente influenzata dai gruppi post-punk inglesi (primi tra tutti i Joy Division): atmosfere tipicamente dark e testi simbolisti che esprimono un forte disagio interiore.
L'album è presente nella classifica dei 100 dischi italiani più belli di sempre secondo Rolling Stone Italia, alla posizione numero 7.

## Tracce
Testi e musiche di Federico Fiumani.

### Edizione originale
- Lato A

1. Siberia - 3:32
2. Neogrigio – 3:23
3. Impronte – 3:35
4. Amsterdam – 4:11

- Lato B

1. Delorenzo – 3:16
2. Memoria – 3:34
3. Specchi d'acqua – 3:51
4. Desiderio del nulla – 3:56

Tracce bonus ristampa CD 1992
1. Elena[4] – 4:09
2. Ultimo boulevard[4] – 3:43

### Edizione 2001
1. Siberia - 3:34
2. Neogrigio – 3:28
3. Impronte – 3:40
4. Amsterdam – 4:18
5. Delorenzo – 3:20
6. Memoria – 3:40
7. Specchi d'acqua – 3:55
8. Desiderio del nulla – 4:00
9. Amsterdam – 5:30 (feat. Litfiba)
10. Elena – 4:14
11. Ultimo boulevard – 3:48
12. Neogrigio (live) – 3:25
13. Impronte (live) – 3:35
14. Siberia (live) - 3:25
15. Elena (live) – 3:52

### Edizione 2006
- Cd

1. Siberia - 3:34
2. Neogrigio – 3:28
3. Impronte – 3:40
4. Amsterdam – 4:18
5. Delorenzo – 3:20
6. Memoria – 3:40
7. Specchi d'acqua – 3:55
8. Desiderio del nulla – 4:00
9. Amsterdam – 5:38
10. Elena – 4:14
11. Ultimo boulevard – 3:48
12. Neogrigio (live) – 3:25
13. Impronte (live) – 3:35
14. Siberia (live) - 3:25
15. Elena (live) – 3:52
16. Neogrigio (strum.) - 3:00
17. Impronte (strum.) - 3:28
18. Siberia (strum.) - 3:10

- Dvd

1. Siberia - videoclip
2. Live a Bassano del Grappa - Specchi d'acqua, Altrove + Intervista a Canale 10
3. Live a S. Antonino di Susa (TO) - Neogrigio, Impronte, Ultimo boulevard, Siberia, Amsterdam, Memoria, Delorenzo, Illusione ottica + intervista tv
4. Live a Groningen (Olanda) - Neogrigio, Impronte, Siberia, Effetto notte, Desiderio del nulla, Illusione ottica, Delorenzo, Specchi d'acqua, Pop art, Siberia, Illusione ottica

### Edizione 2013
1. Siberia - 3:33
2. Neogrigio - 3:25
3. Impronte - 3:39
4. Amsterdam - 4:17
5. Delorenzo - 3:15
6. Memoria - 3:37
7. Specchi d'acqua - 3:35
8. Desiderio dal nulla - 3:59

- Live a Modena (4 gennaio 1985)

1. Neogrigio - 3:29
2. Impronte - 3:35
3. Ultimo boulevard - 4:44
4. Illusione ottica - 3:52
5. Siberia - 3:36
6. Amsterdam - 3:39
7. Memoria - 3:30
8. Delorenzo - 3:15
9. Desiderio del nulla - 3:59
10. Elena - 3:43
11. Effetto notte - 4:39

## Formazione
- Miro Sassolini - voce
- Federico Fiumani - chitarra
- Leandro Cicchi - basso
- Gianni Cicchi - batteria

### Altri musicisti
- Ernesto De Pascale - tastiere elettroniche
- Francesco Magnelli - Fender piano in Siberia
- Francesco Bassi - sax in Siberia

### Produzione
- Ernesto De Pascale - produzione artistica
- Sergio Salaorni - ingegneria del suono
- Maurizio Guarducci - coordinamento live
- Alessandro Salaorni - fotografie
- Stefano Sieni - fotografie